# Agelena agelenoides
Agelena agelenoides är en spindelart som först beskrevs av Charles Athanase Walckenaer 1842.  Agelena agelenoides ingår i släktet Agelena och familjen trattspindlar. Inga underarter finns listade i Catalogue of Life.